# غرب آفریقا

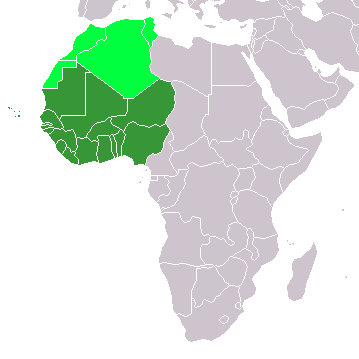
منطقه غرب آفریقا

منطقه غربی قاره آفریقا را غرب آفریقا (به فرانسوی: Afrique de l'Ouest) می‌گویند. طبق تعریف سازمان ملل این منطقه شامل پانزده کشور و مساحتی بالغ بر پنج میلیون کیلومتر مربع را تشکیل می‌دهد.

## کشورهای غرب آفریقا

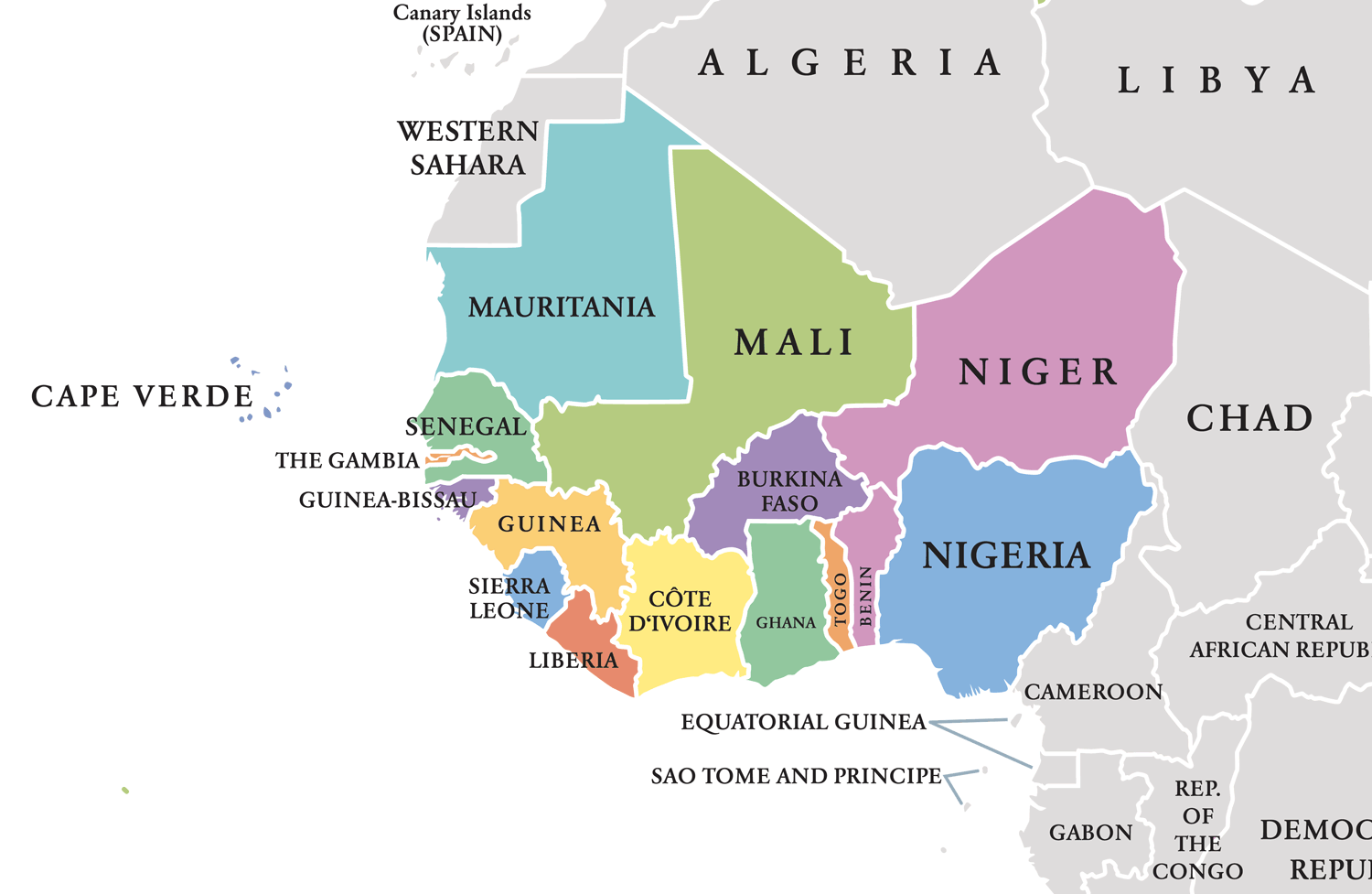
نقشه کشورهای غرب آفریقا

- بنین
- بورکینافاسو
- ساحل عاج
- کیپ ورد
- گامبیا
- غنا
- گینه
- گینه بیسائو
- لیبریا
- مالی
- موریتانی
- نیجر
- نیجریه
- سنگال
- سیرالئون
- توگو

## فرهنگ و تاریخ

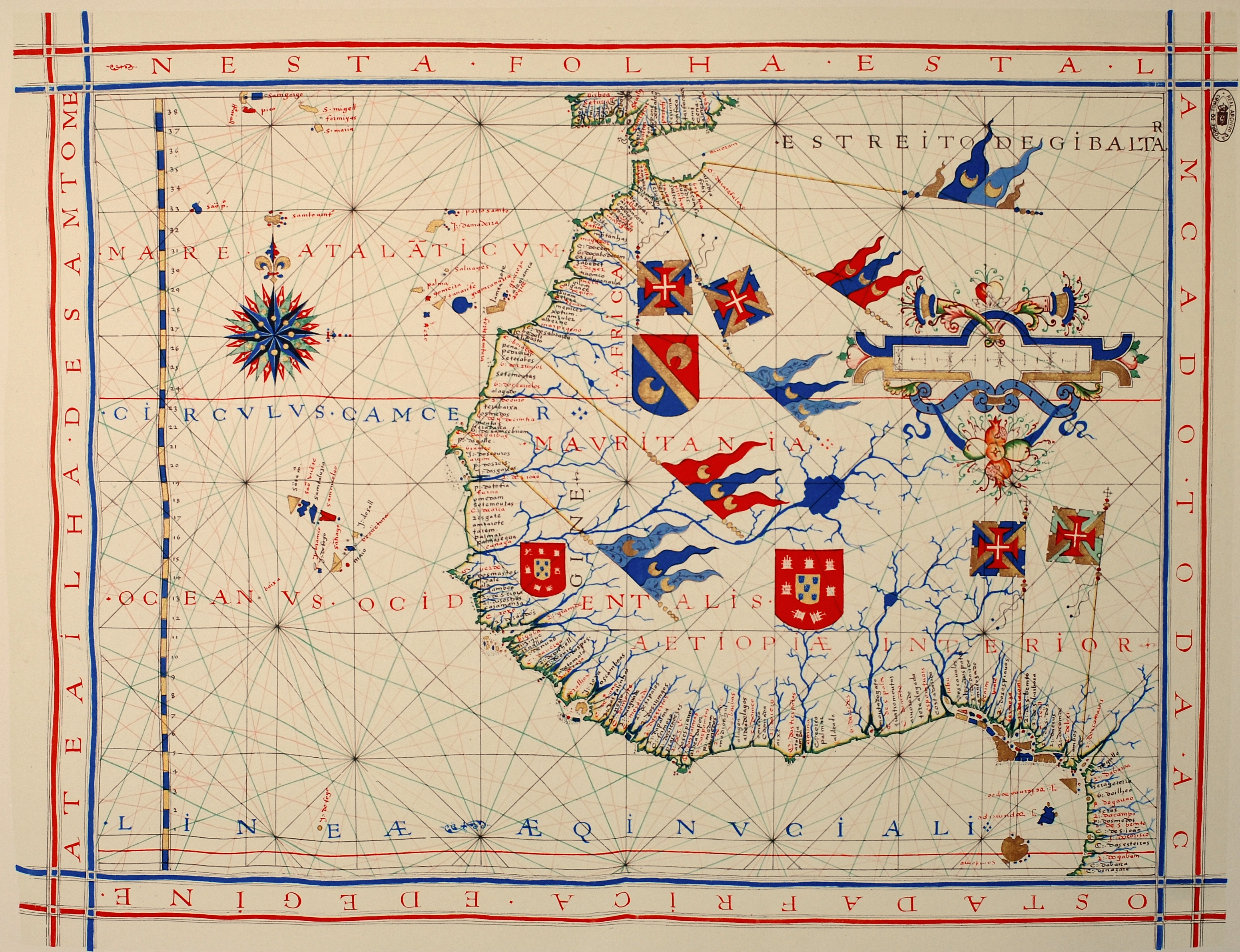
نقشه کشتی‌رانی برداشته شده توسط فرنائو و از دورادو (۱۵۲۰ تا ۱۵۸۰ میلادی) از غرب آفریقا که در آرشیو اسناد ملی پرتغال نگهداری می‌شود.

### دین
اسلام دین اکثر مردم این ناحیه است و پس از آن مسیحیت بیشترین رواج را دارد.

### زبان
بیشتر مردم این منطقه با زبان‌های هواسایی و بانتو سخن می‌گویند.

### تاریخچه
احتمالاً اقوام اولیه انسان در حدود ۱۲٬۰۰۰ سال قبل از میلاد در این منطقه یکجانشین شده و به کشاورزی روی آورده‌اند. در قرون ۱۴ میلادی تا ۱۹ میلادی این منطقه اصلی‌ترین منطقه برای به بردگی گرفتن انسان‌ها بود. هم‌اکنون بسیاری از جمعیت برزیل، آمریکای لاتین و ایالات متحده آمریکا نوادگان برده‌های آورده شده از این مناطق می‌باشند.

## جامعه اقتصادی غرب آفریقا
به استثنای موریتانی تمامی این کشورها عضو جامعه اقتصادی غرب آفریقا (ECOWAS) هستند.

## نگارخانه

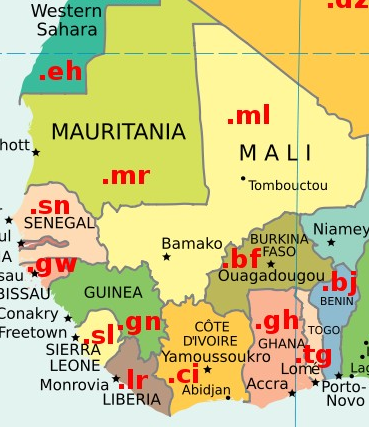
دامنه‌های سطح‌بالا در غرب آفریقا
نقشه سامانه طبقه‌بندی اقلیمی کوپن از غرب آفریقا
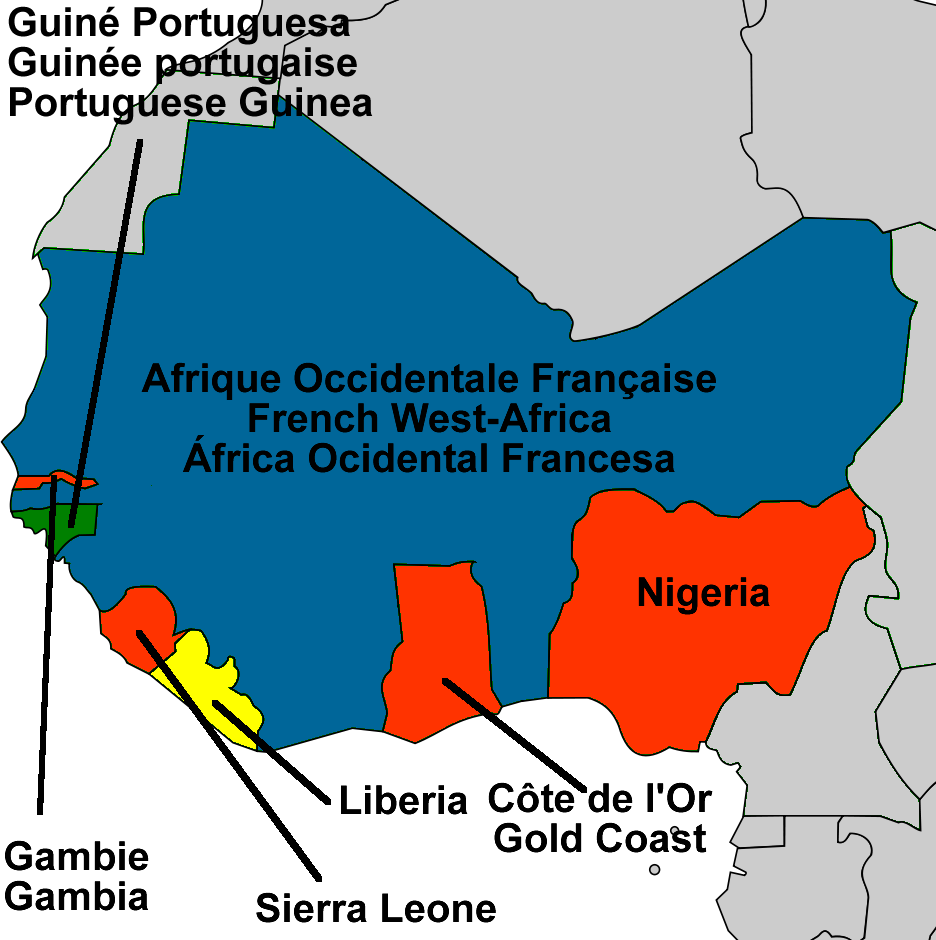
آفریقای غربی فرانسه
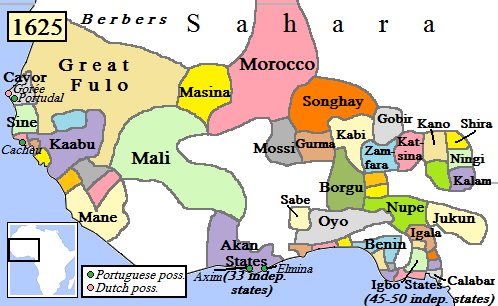
نقشه غرب آفریقا قبل از تقسیم آفریقا